# Bobby Portis
Pour les articles homonymes, voir Portis.
Bobby Portis Jr., né le 10 février 1995 à Little Rock dans l'Arkansas, est un joueur américain de basket-ball. Il évolue aux postes d'ailier fort et de pivot.

## Biographie

### Carrière universitaire
Entre 2013 et 2015, il joue pour les Razorbacks à l'université de l'Arkansas.

### Carrière professionnelle

#### Bulls de Chicago (2015–fév. 2019)
Le 25 juin 2015, Portis est sélectionné en 22e position de la draft 2015 de la NBA. Il joue pour l'équipe des Bulls de Chicago. Il paraphe son contrat le 7 juillet suivant.
Pour son premier match NBA, le 3 novembre 2015, il marque 10 points dans la défaite des Bulls face aux Hornets de Charlotte.
À la suite de la fatigue accumulée par l'équipe et des mauvais matchs des stars de l'équipe (Jimmy Butler et Tony Snell), il obtient un peu plus de temps de jeu et termine même un match à 20 points et 11 rebonds une étape prometteuse pour un rookie.
Le 28 octobre 2016, la franchise exerce une extension de contrat et conserve les droits de Portis jusqu'en 2018.
L'effectif et les performances du jeune homme ne lui laisse que peu de temps de jeu et il finit par être envoyé en G-Lleague avec les Bulls de Windy City.
Il est rappelé par la franchise au mois de février, il marque 19 points contre les Celtics de Boston.
Portis se fait remarquer au début de la saison 2017-2018 pour une altercation avec son coéquipier Nikola Mirotić. Ce dernier est envoyé à l'hôpital avec des multiples fractures. Bobby Portis est alors suspendu par son équipe pour 8 matchs.

#### Wizards de Washington (fév.-juin 2019)
Le 6 février 2019, il est transféré aux Wizards de Washington, avec Jabari Parker et un second tour de draft 2023 en échange d'Otto Porter.

#### Knicks de New York (2019-2020)
Le 1er juillet 2019, il signe pour deux ans avec les Knicks de New York.

#### Bucks de Milwaukee (depuis 2020)
Le 21 novembre 2020, il s'engage pour deux ans avec les Bucks de Milwaukee. Il gagne le titre dès sa première saison dans le Wisconsin, en jouant un rôle important dans la rotation des Bucks. Agent libre à l'été 2021, il re-signe avec les Bucks pour un contrat de 9 millions de dollars sur deux ans.
Agent libre à l'été 2022, il signe un contrat de 49 millions de dollars sur quatre ans.
Le 20 février 2025, l'insider NBA d'ESPN, Shams Charania (en), annonce que Portis sera suspendu pour 25 match, des suites d'une violation de la politique antidopage de la NBA. L'informations est confirmée quelques minutes plus tard par Yahoo! Sports. La même journée son agent déclare que Bobby Portis aurait pris de façon « non-intentionnelle » l’antidouleur nommé Tramadol (interdit par la NBA depuis l’été 2024), le confondant avec du Toradol.

## Palmarès
- Champion NBA en 2021
- Champion de la Conférence Est de la NBA en 2021
- Consensus second-team All-American (2015)
- SEC Player of the Year (2015)
- First-team All-SEC (2015)
- Second-team All-SEC (2014)
- SEC All-Freshman team (2014)
- McDonald's All-American (2013)
- First-team Parade All-American (2013)
- 2× AAA Class 7A State champion (2011–2012)
- AAA Class 6A State champion (2013)

## Statistiques

### Universitaires
Les statistiques de Bobby Portis en matchs universitaires sont les suivantes :
| Saison    | Équipe   | Matchs | Titul. | Min./m | % Tir | % 3pts | % LF | Rbds/m. | Pass/m. | Int/m. | Ctr/m. | Pts/m. |
| --------- | -------- | ------ | ------ | ------ | ----- | ------ | ---- | ------- | ------- | ------ | ------ | ------ |
| 2013-2014 | Arkansas | 34     | 34     | 27,0   | 50,9  | 27,3   | 73,7 | 6,76    | 1,47    | 1,03   | 1,59   | 12,29  |
| 2014-2015 | Arkansas | 36     | 36     | 26,9   | 53,6  | 46,7   | 73,7 | 8,92    | 1,17    | 1,08   | 1,39   | 17,47  |
| Carrière  | Carrière | 70     | 70     | 28,5   | 52,6  | 36,5   | 73,7 | 7,87    | 1,31    | 1,06   | 1,49   | 14,96  |

### Professionnelles
Légende :
| Champion NBA |

gras = ses meilleures performances

#### Saison régulière
| Saison    | Équipe     | Matchs | Titul. | Min./m | % Tir | % 3pts | % LF | Rbds/m. | Pass/m. | Int/m. | Ctr/m. | Pts/m. |
| --------- | ---------- | ------ | ------ | ------ | ----- | ------ | ---- | ------- | ------- | ------ | ------ | ------ |
| 2015-2016 | Chicago    | 62     | 4      | 17,8   | 42,7  | 30,8   | 72,7 | 5,44    | 0,84    | 0,40   | 0,35   | 7,03   |
| 2016-2017 | Chicago    | 64     | 13     | 15,6   | 48,8  | 33,3   | 66,1 | 4,58    | 0,53    | 0,25   | 0,17   | 6,83   |
| 2017-2018 | Chicago    | 73     | 4      | 22,5   | 47,1  | 35,9   | 76,9 | 6,82    | 1,68    | 0,68   | 0,32   | 13,21  |
| 2018-2019 | Chicago    | 22     | 6      | 24,1   | 45,0  | 37,5   | 78,0 | 7,32    | 1,32    | 0,50   | 0,36   | 14,09  |
| 2018-2019 | Washington | 28     | 22     | 27,4   | 44,0  | 40,3   | 80,9 | 8,64    | 1,54    | 0,86   | 0,43   | 14,29  |
| 2019-2020 | New York   | 66     | 5      | 21,1   | 45,0  | 35,8   | 76,3 | 5,12    | 1,48    | 0,48   | 0,27   | 10,12  |
| 2020-2021 | Milwaukee  | 66     | 7      | 20,8   | 52,3  | 47,1   | 74,0 | 7,06    | 1,08    | 0,79   | 0,39   | 11,42  |
| 2021-2022 | Milwaukee  | 72     | 59     | 28,2   | 47,9  | 39,3   | 75,2 | 9,13    | 1,19    | 0,74   | 0,71   | 14,61  |
| 2022-2023 | Milwaukee  | 70     | 22     | 26,0   | 49,6  | 37,0   | 76,8 | 9,60    | 1,50    | 0,41   | 0,23   | 14,10  |
| 2023-2024 | Milwaukee  | 82     | 4      | 24,5   | 50,8  | 40,7   | 79,0 | 7,40    | 1,27    | 0,83   | 0,41   | 13,78  |
| 2024-2025 | Milwaukee  | 49     | 7      | 25,4   | 46,6  | 36,5   | 83,6 | 8,39    | 2,12    | 0,71   | 0,53   | 13,88  |
| Carrière  | Carrière   | 654    | 153    | 22,8   | 47,8  | 38,3   | 76,5 | 7,16    | 1,30    | 0,60   | 0,38   | 11,95  |

Mise à jour le 2 mai 2025

#### G-League
| Saison    | Équipe              | Matchs | Titul. | Min./m | % Tir | % 3pts | % LF | Rbds/m. | Pass/m. | Int/m. | Ctr/m. | Pts/m. |
| --------- | ------------------- | ------ | ------ | ------ | ----- | ------ | ---- | ------- | ------- | ------ | ------ | ------ |
| 2016-2017 | Bulls de Windy City | 1      | 1      | 32,0   | 50,0  | 25,0   | 87,5 | 9,0     | 3,0     | –      | –      | 32,0   |
| Carrière  | Carrière            | 1      | 1      | 32,0   | 50,0  | 25,0   | 87,5 | 9,0     | 3,0     | –      | –      | 32,0   |

#### Playoffs
| Saison   | Équipe    | Matchs | Titul. | Min./m | % Tir | % 3pts | % LF  | Rbds/m. | Pass/m. | Int/m. | Ctr/m. | Pts/m. |
| -------- | --------- | ------ | ------ | ------ | ----- | ------ | ----- | ------- | ------- | ------ | ------ | ------ |
| 2017     | Chicago   | 6      | 0      | 20,1   | 51,5  | 46,2   | 0,0   | 6,17    | 1,17    | 0,50   | 0,50   | 6,67   |
| 2021     | Milwaukee | 20     | 2      | 18,3   | 46,4  | 34,6   | 72,0  | 5,00    | 0,60    | 0,70   | 0,35   | 8,80   |
| 2022     | Milwaukee | 12     | 5      | 24,8   | 41,7  | 29,8   | 77,3  | 10,00   | 0,75    | 0,42   | 0,25   | 10,58  |
| 2023     | Milwaukee | 5      | 2      | 21,5   | 48,8  | 27,8   | 100,0 | 8,20    | 1,20    | 0,60   | 0,40   | 9,60   |
| 2024     | Milwaukee | 6      | 6      | 31,1   | 48,4  | 25,0   | 61,5  | 11,33   | 1,00    | 0,50   | 0,17   | 16,50  |
| 2025     | Milwaukee | 5      | 1      | 31,7   | 44,1  | 35,7   | 0,0   | 8,20    | 1,40    | 0,40   | 0,40   | 14,00  |
| Carrière | Carrière  | 54     | 16     | 22,9   | 45,9  | 32,9   | 71,9  | 7,52    | 0,87    | 0,56   | 0,33   | 10,37  |

Mise à jour le 2 mai 2025

## Records sur une rencontre en NBA
Les records personnels de Bobby Portis en NBA sont les suivants, :
| Type de statistique        | Saison régulière | Saison régulière        | Saison régulière | Playoffs | Playoffs            | Playoffs         |
| Type de statistique        | Record           | Adversaire              | Date             | Record   | Adversaire          | Date             |
| -------------------------- | ---------------- | ----------------------- | ---------------- | -------- | ------------------- | ---------------- |
| Points                     | 38               | 76ers de Philadelphie   | 22 février 2018  | 29       | Pacers d'Indiana    | 30 avril 2024    |
| Paniers marqués            | 15               | 76ers de Philadelphie   | 22 février 2018  | 14       | Pacers d'Indiana    | 30 avril 2024    |
| Paniers tentés             | 26               | 76ers de Philadelphie   | 22 février 2018  | 24       | Pacers d'Indiana    | 30 avril 2024    |
| Paniers à 3 points réussis | 8                | Nets de Brooklyn        | 26 février 2022  | 6        | @ Pacers d'Indiana  | 22 avril 2025    |
| Paniers à 3 points tentés  | 14               | Nets de Brooklyn        | 26 février 2022  | 11       | @ Pacers d'Indiana  | 22 avril 2025    |
| Lancers francs réussis     | 8                | @ Raptors de Toronto    | 2 décembre 2021  | 6        | 2 fois              | 2 fois           |
| Lancers francs tentés      | 10               | @ Raptors de Toronto    | 2 décembre 2021  | 7        | @ Pacers d'Indiana  | 2 mai 2024       |
| Rebonds offensifs          | 8                | 5 fois                  | 5 fois           | 7        | @ Celtics de Boston | 11 mai 2022      |
| Rebonds défensifs          | 17               | Thunder d'Oklahoma City | 5 novembre 2022  | 15       | Bulls de Chicago    | 27 avril 2022    |
| Rebonds totaux             | 21               | Thunder d'Oklahoma City | 5 novembre 2022  | 18       | @ Pacers d'Indiana  | 26 avril 2024    |
| Passes décisives           | 8                | Wizards de Washington   | 21 décembre 2024 | 5        | Heat de Miami       | 19 avril 2023    |
| Interceptions              | 5                | Magic d'Orlando         | 9 avril 2024     | 3        | Hawks d'Atlanta     | 1er juillet 2021 |
| Contres                    | 3                | 6 fois                  | 6 fois           | 2        | 3 fois              | 3 fois           |
| Balles perdues             | 6                | 2 fois                  | 2 fois           | 3        | 5 fois              | 5 fois           |
| Minutes jouées             | 41               | @ Celtics de Boston     | 12 novembre 2021 | 44       | @ Pacers d'Indiana  | 26 avril 2024    |

- Double-double : 157 (dont 14 en playoffs)
- Triple-double : 0

Dernière mise à jour : 30 avril 2025

## Salaires
| Année       | Équipe      | Salaire      |
| ----------- | ----------- | ------------ |
| 2015-2016   | Chicago     | 1 391 160 $  |
| 2016-2017   | Chicago     | 1 453 680 $  |
| 2017-2018   | Chicago     | 1 516 320 $  |
| 2018-2019   | Washington  | 2 494 346 $  |
| 2019-2020   | New York    | 15 000 000 $ |
| 2020-2021   | Milwaukee   | 3 623 000 $  |
| 2021-2022   | Milwaukee   | 4 347 600 $  |
| 2022-2023   | Milwaukee   | 10 843 350 $ |
| 2023-2024   | Milwaukee   | 11 710 818 $ |
| Total Gains | Total Gains | 52 380 274 $ |
| 2024-2025   | Milwaukee   | 12 578 286 $ |
| 2025-2026   | Milwaukee   | 13 445 754 $ |